# Dorfkirche Lichtenberg (Frankfurt (Oder))

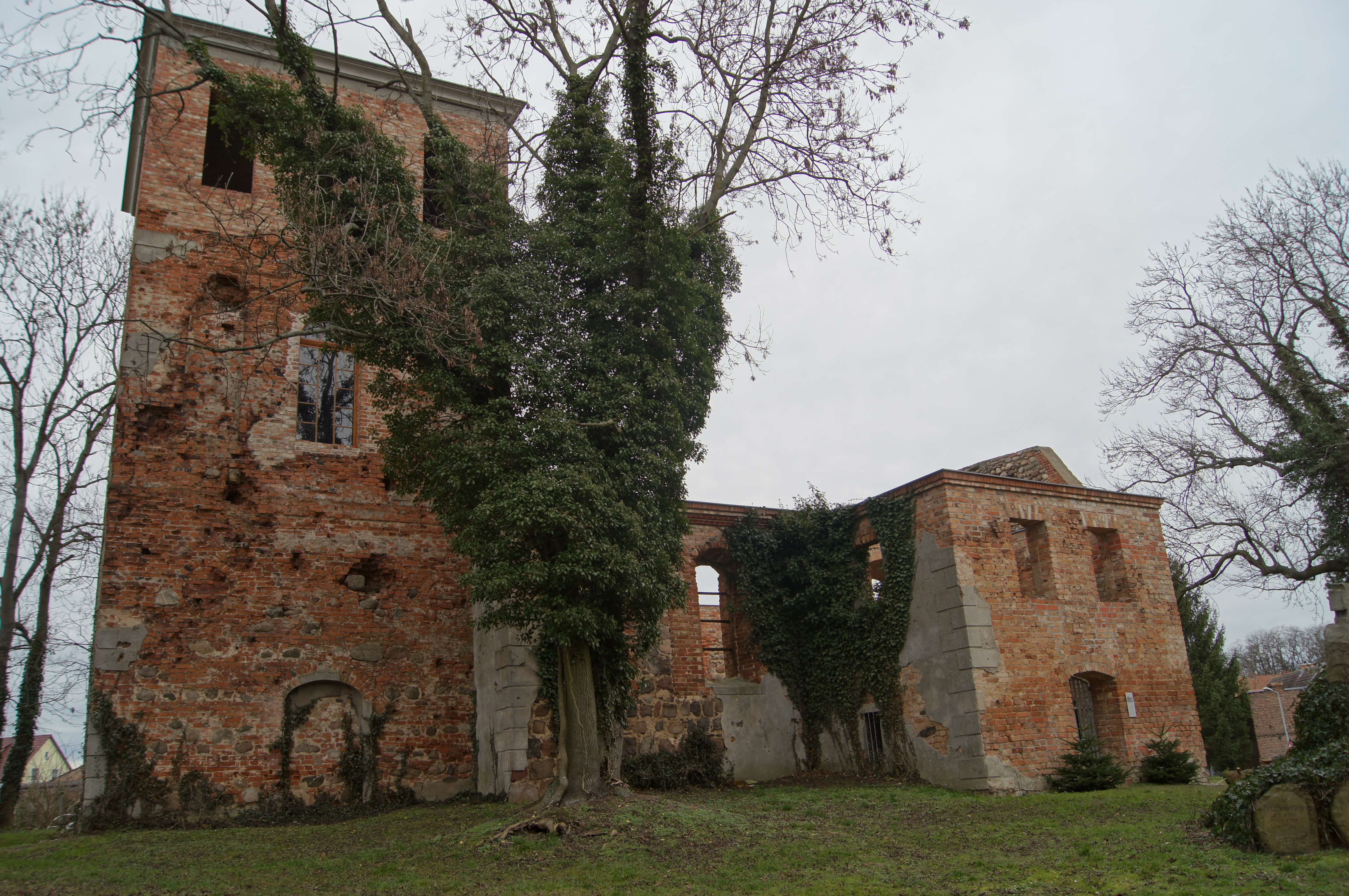
Ruine der Dorfkirche Lichtenberg (2013)

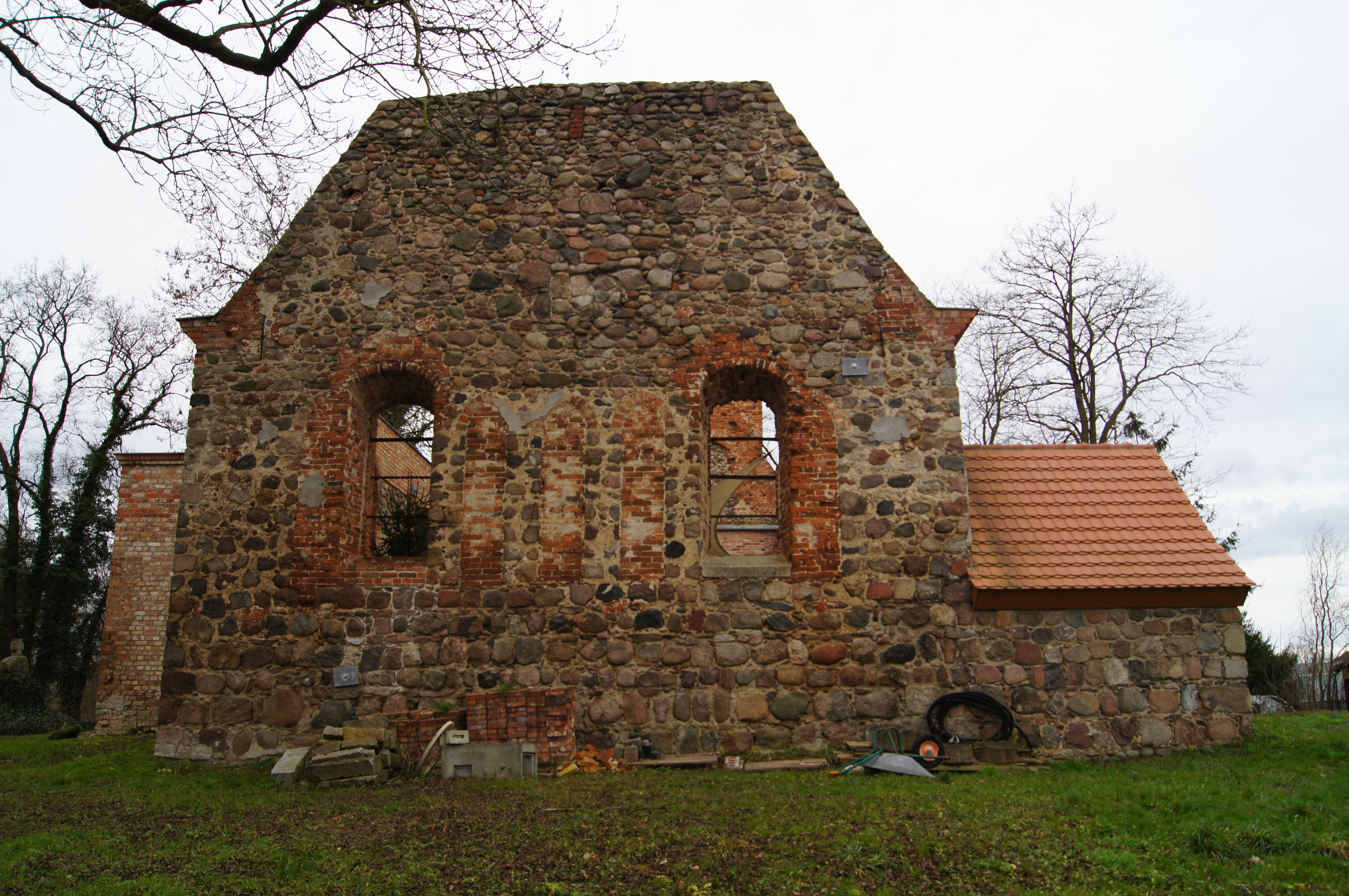
Ostschluss (2013)

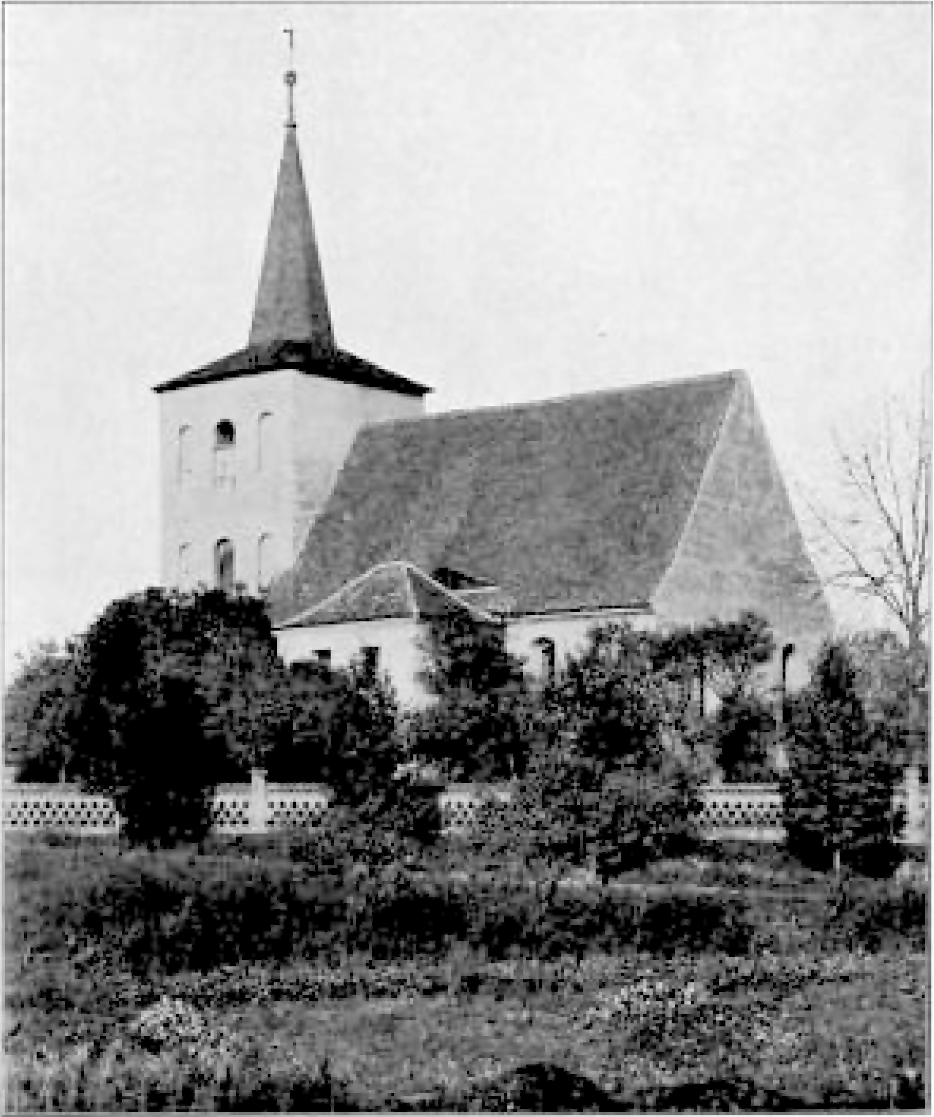
Zustand der Kirche um 1909

Die Dorfkirche Lichtenberg ist die ehemalige Kirche in Lichtenberg, einem heutigen Ortsteil der Stadt Frankfurt (Oder) in Brandenburg. Sie wurde gegen Ende des Zweiten Weltkrieges durch Kampfhandlungen zerstört und ist heute nur noch als Ruine erhalten. Die Kirche steht unter Denkmalschutz.
Die Kirche gehört zum Kirchenkreis Oderland-Spree der Evangelischen Kirche Berlin-Brandenburg-schlesische Oberlausitz.

## Geschichte
Die rechteckige Feldsteinkirche wurde im Kern in der ersten Hälfte des 13. Jahrhunderts errichtet und im Jahr 1323 erstmals urkundlich erwähnt. 1597 wurden unter den Gebrüdern Röbel – Gutsbesitzer in Biegen – der quadratische Westturm und eine Sakristei im Norden angebaut. Nachdem das Gebäude im Dreißigjährigen Krieg zerstört worden war, wurde die Kirche zwischen 1697 und 1699 wieder aufgebaut und dabei dem Barockstil angepasst. Im Jahr 1721 erfolgte der Anbau der zweigeschossigen Loge im Süden. 1922 erhielt die Kirche ein neues Geläut. Eine der Glocken stürzte in den 1960er Jahren ab und wurde 1968 in einem hölzernen Glockenstuhl neben der Kirche aufgestellt. Zum Ende des Zweiten Weltkrieges brannte die Kirche im Jahr 1945 aus. Trümmer der Kirche wurden nach Kriegsende zum Wiederaufbau zerstörter Häuser in Lichtenberg genutzt, die Kirche selbst war bis 2000 dem Verfall preisgegeben.
Zwischen 2001 und 2003 wurde die Kirche gesichert und die Sakristei erhielt ein neues Dach. Die Mauerkronen wurden mit Stahlnetzen gesichert. Zwischen 2004 und 2005 erfolgte eine Sanierung des Kirchturms, ein weiteres Jahr später wurden eine Turmtreppe und die Empore eingebaut. 2009 wurde der Boden des Altarraums wiederhergestellt und 2010 kam es zu weiteren Sanierungsarbeiten im Innenraum. 2019 wurde eine neue Glocke im Turm geweiht, diese befand sich zuvor in der Schlosskirche in Cottbus. Seit Anfang der 2000er Jahre finden in der Lichtenberger Kirche Freiluftgottesdienste und kulturelle Veranstaltungen statt.

## Architektur
Das Mauerwerk der Lichtenberger Dorfkirche besteht aus unregelmäßigen geschichteten Feldsteinen unterschiedlicher Größe. Bei der Barockisierung Ende des 17. Jahrhunderts wurden die ursprünglich gotischen Fensteröffnungen und Blenden mit Ziegelsteinen vermauert, sie sind allerdings größtenteils noch erkennbar. Des Weiteren wurden bei den Umbauarbeiten die Umfassungsmauern erhöht, zuvor war das Kirchenschiff etwa doppelt so breit wie hoch.
Im östlichen Teil der Nordwand befindet sich ein rundbogiger Durchgang zur Sakristei. Das Westportal im Turm, der Durchgang in das Kirchenschiff und eine Blende an der Südseite sind korbbogig, die anderen Öffnungen sind rundbogig ausgeführt. Auf der Traufhöhe des Kirchenschiffs ist der Turm mit einem Gesimsband umzogen.